# Russell Ingall
Russell Ingall, född den 24 februari 1964 i Storbritannien men uppväxt i Whyalla, är en australisk racerförare.

## Racingkarriär
Ingall blev mästare i australiska formel Ford 1990, och var nära att vinna den brittiska titeln i klassen året därpå. Han flyttade sedan till Tyskland och körde i tyska F3-mästerskapet, där han inte nådde några större framgångar, så han flyttade tillbaka till formel Ford, där han satte vinstrekord i Storbritannien 1993.
Ingall körde sedan i det japanska F3-mästerskapet 1994 och det brittiska formel Renault,  som han vann 1995. Han gav sedan upp sin formelbilskarriär och flyttade till ATCC.
Han tävlade för Larry Perkins och Perkins Engineering i sju år. Under de sju åren vann han Bathurst 1000 två gånger, och figuerade ofta i toppen av mästerskapet, men vann det inte för stallet. Han tog dock tre andraplatser. 2004 innebar ett stallbyte till Stone Brothers Racing och Ford, vilket innebar en fjärde andraplats, innan han fick sin titel 2005. Efter det gick det utför och han valde att lämna stallet för SuperCheap Auto Racing 2008.